# VfR Heilbronn

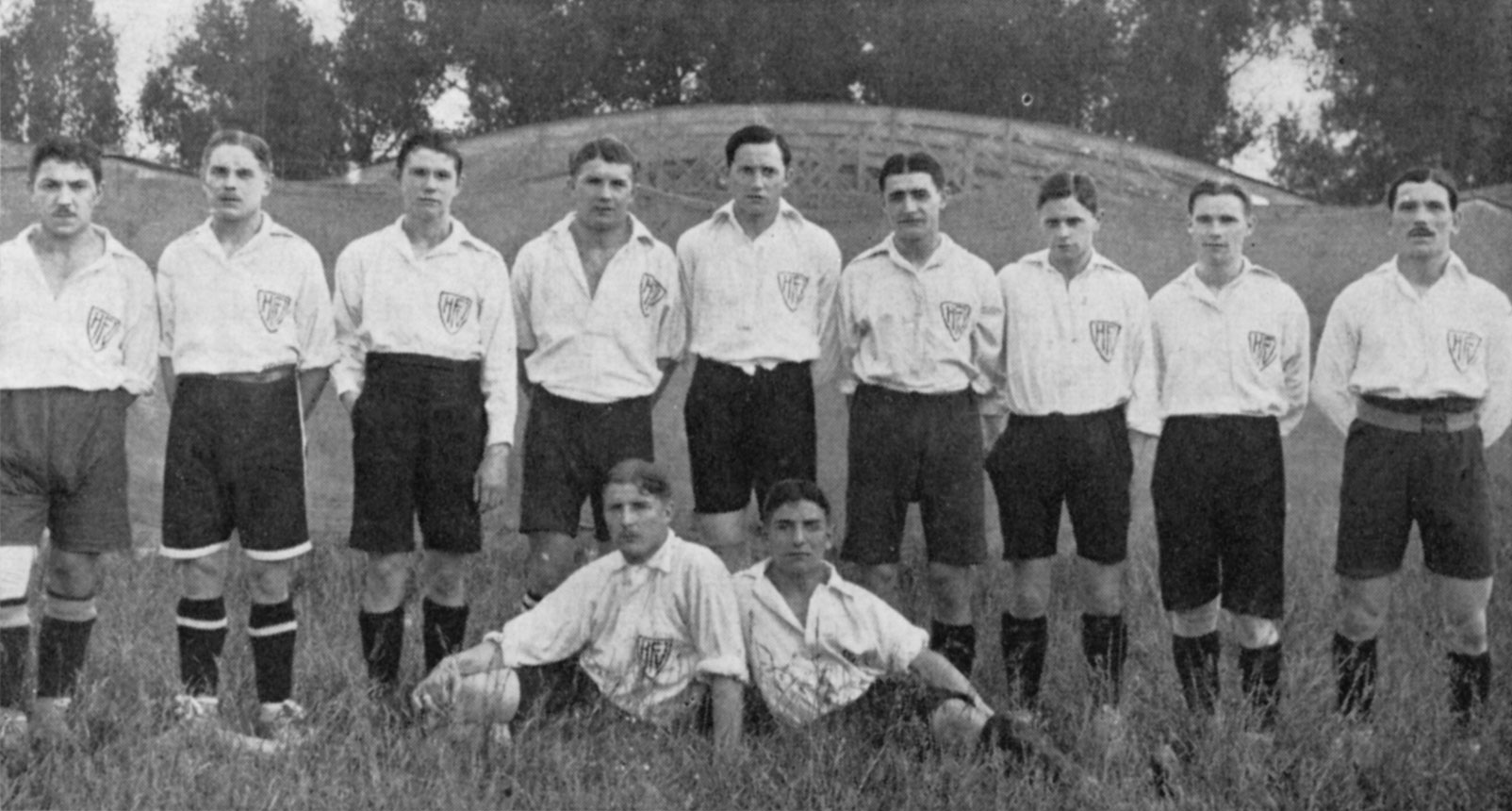
Team van 1913

VfR Heilbronn is een Duitse voetbalclub uit Heilbronn, Baden-Württemberg.

## Geschiedenis
VfR werd in 1896 opgericht als Heilbronner Fußballklub en nam in 1920 de naam VfR 1896 aan. De club was aangesloten bij de Zuid-Duitse voetbalbond en speelde in de jaren twintig en begin jaren in de hoogste klasse daar. Nadat de bond werd opgeheven in 1933 toen de NSDAP aan de macht kwam. De club werd geselecteerd voor de nieuwe hoogste klasse, de Gauliga Württemberg. Na dertien wedstrijden in seizoen 1933/34 werd de club gediskwalificeerd door een schandaal omtrent speler Andreas Franz. De uitslagen werden geannuleerd, maar zoals het er toen uitzag zou de club, vanwege faillissement,  sowieso gedegradeerd zijn. In 2003 fuseerde de club met Heilbronner SpVgg tot FC Heilbronn.
Na de Tweede Wereldoorlog promoveerde de club in 1951 naar de Amateurliga en kon in 1956 doorstoten naar de II. Liga. In 1969 promoveerde de club naar de Regionalliga, de toenmalige tweede klasse. In het eerste seizoen kon de club op gemiddeld 10.000 toeschouwers rekenen. In de DFB Pokal 1970/71 won de club in de eerste ronde voor 15.000 toeschouwers van Kickers Offenbach met 2:0. In de achtste finale werd de club verslagen door FC Schalke 04.

## VfR Heilbronn opnieuw opgericht
Op 16 mei 2018 werd een nieuwe vereniging met de naam "VfR Heilbronn 96-18", onder leiding van voorzitter Onur Celik, opgericht. De thuiswedstrijden sinds seizoen 2018/19 vinden weer in het Frankenstadion plaats. Het eerste elftal begon in de Kreisliga B. Na vier promoties speelt VfR vanaf seizoen 2024/25 weer in de Verbandsliga Württemberg. Tegelijkertijd ging vanaf seizoen 2020/21 een jeugdafdeling van start. Intussen werkt de club in de jeugd samen met VfB Stuttgart.
TSV Berg ·
Sportfreunde Dorfmerkingen · 
Calcio Leinfelden-Echterdingen ·
SSV Ehingen-Süd ·
FC Esslingen ·
SV Fellbach ·
VfB Friedrichshafen ·
VfR Heilbronn ·
TSG Hofherrnweiler ·
FC Holzhausen ·
TSV Oberensingen ·
Young Boys Reutlingen ·
FC Rottenburg ·
SF Schwäbisch Hall ·
TSG Tübingen ·
FSV Waiblingen ·
TSV Weilimdorf